# جورج هينريتش بوده
جورج هينريتش بوده (بالألمانية: Georg Heinrich Bode)‏ هو مترجم ألماني، ولد في 18 أكتوبر 1802 في نورتهايم في ألمانيا، وتوفي في 26 يونيو 1846 في غوتينغن في ألمانيا.